# Kamov Ka-60
Kamov Ka-60 Kasatka (rusko "Касатка": "Orka") je ruski dvomotorni transportni/večnamenski helikopter. Za razliko od večine Kamov helikopterjev ima Ka-60 konvencionalni rotor. Prvič je poletel 24. decembra 1998.
Predviden trg za Ka-60 je okrog 200 helikopterjev. Uporabljal naj bi se za opazovanje, transport vojakov, elektronsko bojevanje, taktičen transport, policijsko delo in drugo. Nadomestil naj bi starejšega  Mil Mi-8
Predlagali so tudi civilno verzijo Ka-62, ki pa ni vstopila v serijsko proizvodnjo zaradi problem z motorji Saturn RD-600V. Aprila 2011 so oznanili da bodo uporabljali francoske turbogredne motorje Turboméca Ardiden, vsak s 1306 kW moči na helikopterju Ka-62. Glavni rotor Ka-62 bo imel pet krakov. Predelali so tudi kabino z večjimi okni in novo avioniko. Rusko obrambno ministrstvo trenutno planira 4 prototipe in 16 Ka-62

## Različice
- Ka-60 : osnovni večnamensi model
- Ka-60U : trenažer
- Ka-60K : za mornarico
- Ka-60R : izvidništov
- Ka-62: nov civilni model, s predelanim trupom in široko uporabo kompozitnih materialov in motorjicomposites, a larger cabin than the earlier demonstrators and will be equipped with Turboméca Ardiden 3G[3]
- Ka-64 Sky Horse : izvozni model z ameriškimi motorji General Electric T700/CT7-2D1 in petkrakim rotorjem

## Tehnične specifikacije
- Posadka: 1-2
- Kapaciteta: do 14 oboroženih vojakov ali 6 nosil; 12-15 potnikov (Ka-62); 2 000 kg (v notranjosti) ali 2 500 kg (zunanji tovor)
- Dolžina: 15,60 m (51 ft 2¼ in)
- Premer rotorja: 13,50 m (44 ft 3½ in)
- Višina: 4,60 m (15 ft 1 in)
- Površina rotorja: 143,10 m² (1 540,3 sq ft)
- Maks. vzletna teža: 6 500 kg (14 330 lbs)
- Motorji: 2 × Turboméca Ardiden 3G [13] turbogredni, 1 680 KM križarjenje, 1 776 KM za vzlet (1 252 kW križarjenje, 1324 kW vzlet) vsak

- Maks. hitrost: 308 km/h
- Potovalna hitrost: 290 km/h
- Dolet: 770 km
- Višina leta (servisna): 5,700 m